# Canthidium howdeni
Canthidium howdeni là một loài bọ cánh cứng trong họ Bọ hung (Scarabaeidae).